# Saccothecium sepincola
Saccothecium sepincola är en svampart som först beskrevs av Elias Fries, och fick sitt nu gällande namn av Elias Fries 1849. Saccothecium sepincola ingår i släktet Saccothecium och familjen Dothioraceae.  Arten är reproducerande i Sverige. Inga underarter finns listade i Catalogue of Life.